# Jaz Coleman

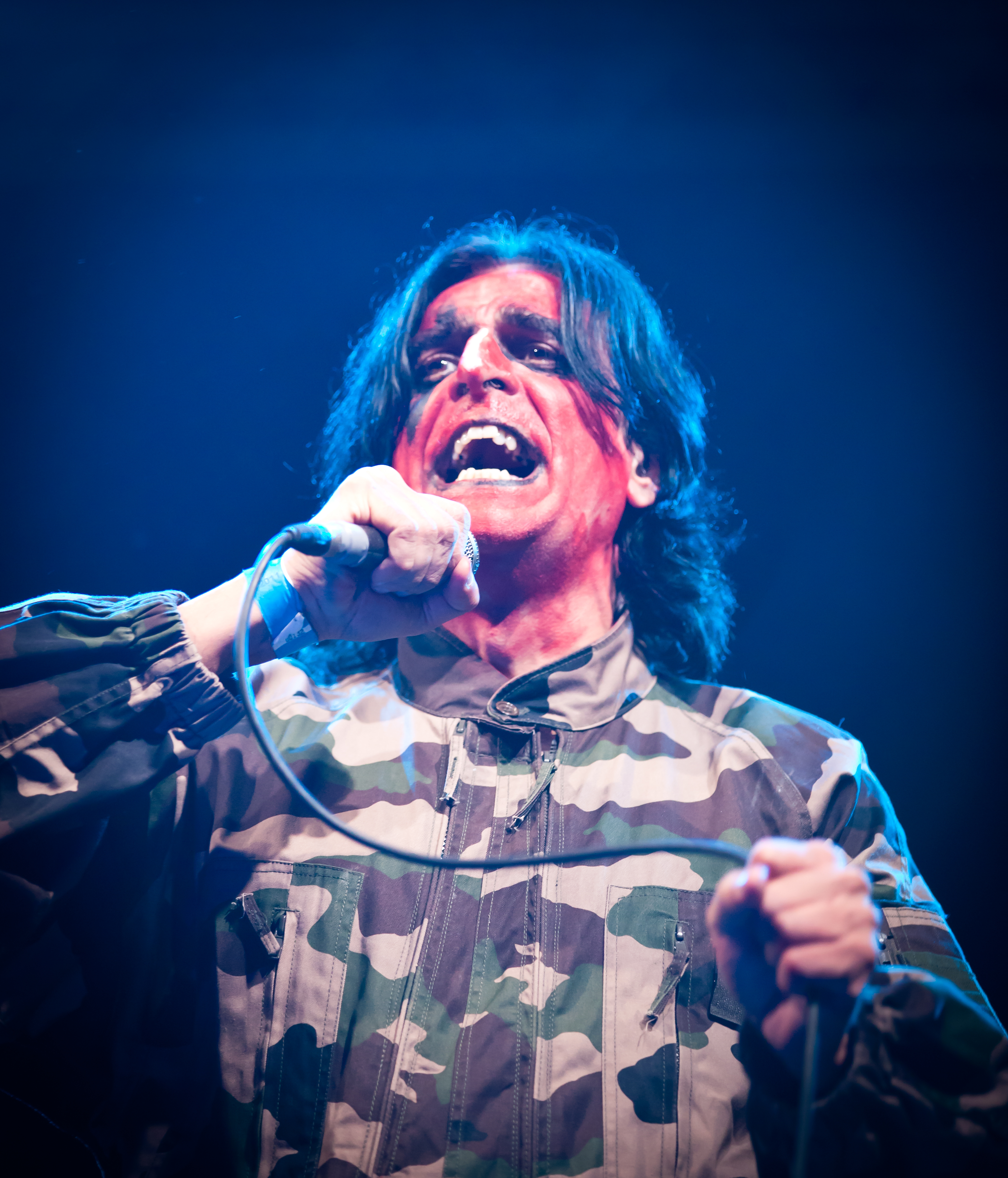
Jaz Coleman, 2011

Jeremy „Jaz“ Coleman (* 26. Februar 1960 in Cheltenham, England) ist ein britisch-neuseeländischer Musiker und Mitbegründer und Frontmann der Rockband Killing Joke. Er ist Sänger und spielt Keyboard und Synthesizer. 

## Biografie

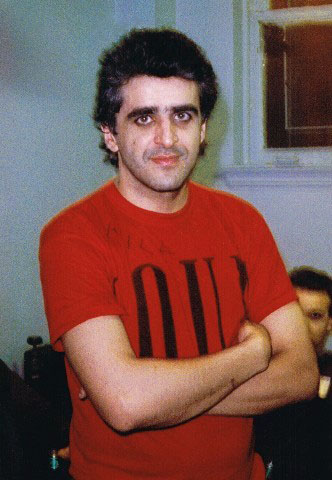
Jaz Coleman, 1991

Seine Eltern waren beide Lehrer, seine Mutter stammt aus Indien. In seiner Jugend erhielt er eine Ausbildung in klassischer Musik, unter anderem an der Hochschule für Musik „Felix Mendelssohn Bartholdy“ in Leipzig. Er war Mitglied in Kirchenchören und gewann als Violinist Wettbewerbe.
Im Alter von 18 Jahren wandte er sich dem Punkrock zu und gründete die Band Killing Joke.
Der Wahlneuseeländer Coleman arbeitete als Komponist und Dirigent des neuseeländischen Symphonieorchesters und veröffentlichte mit diesem seine erste, während eines Aufenthalts in Island geschriebene Symphonie „Symphony No. #1“.
Mit wahlweise den Prager oder Londoner Symphonikern spielte Coleman Orchesterversionen von Stücken von Bands wie Led Zeppelin („Kashmir“), The Doors („Concerto“, mit Nigel Kennedy), Rolling Stones, Pink Floyd („Us And Them“) oder The Who („Who's Serious“) ein.
Im Jahr 2002 war er als Schauspieler gemeinsam mit Jaromír Nohavica in dem tschechischen Film „Rok ďábla “ (Das Jahr des Teufels) von Petr Zelenka zu sehen.
Coleman ist bekannt für seine energiegeladenen Bühnenauftritte. In letzter Zeit trägt er auf der Bühne einen schwarzen Overall und bemalt sich sein Gesicht in den Farben Rot, Weiß und Schwarz. Theatralische Inszenierungen wie das Werfen mit Kleingeld, Feuerwerk und dergleichen spielen bei seinen Bühnenauftritten eine wichtige Rolle.
Coleman besitzt die Pässe von vier Staaten und lebt abwechselnd in Neuseeland, der Schweiz und in Prag.